# Rich Harrison
Rich Harrison, född 1975, är en amerikansk musikproducent från Washington D.C.
Harrison, som är klassiskt skolad pianist och trumpetare, fick sitt stora internationella genombrott 2003 då han producerade låten Crazy in Love åt Beyonce Knowles. Han har även producerat låtar åt artister som Mary J. Blige, Usher, Amerie, Toni Braxton och Missy Elliott.

## Exempel på Rich Harrison-produktioner
- "Beautiful One" av Mary J. Blige (1999)
- "Dragon Days" av Alicia Keys (2003)
- "Soldier" av Destiny's Child (2004)
- "Get Right" av Jennifer Lopez (2005)
- "1 Thing" av Amerie (2005)
- "Take This Ring" av Toni Braxton (2005)